# Philippe Nikititch Ardeïev
Philippe Nikititch Ardeïev (en russe : Фили́пп Ники́тич Арде́ев), né le 22 avril 1940 à Bougrino et mort le 28 octobre 2018 à Arkhangelsk, est un explorateur et ethnographe russe, spécialiste de la culture des Nénètses. 

## Biographie
Ardeïev est né à Bugrino sur l'île Kolgouïev en mer de Barents dans une famille d'éleveurs de rennes dont il est le seul enfant. Nénètse de nationalité, dès l'enfance, il apprend à gérer les chiens de traîneau.
Après avoir été diplômé de l'école Nénètse A.P. Pyrerka, il entre dans le département Nénètse du Collège pédagogique de Narian-Mar. Pendant plus de vingt-cinq ans, il travaille dans les écoles du district où il enseigne la langue Nénètse, l'éducation physique et le dessin. En 1979, il devient directeur d'une école primaire à Bougrino.
En 1982, il prend part à l'expédition d'exploration pétrolière et gazière de Khorei-Verskaïa ainsi qu'à diverses autres expéditions comme interprète. Ainsi son premier grand voyage est celui de l'expédition polaire du journal Советская Россия (1982-1983), qui s'est déroulée en traîneaux à chiens le long de toute la côte de l'océan Arctique, de Ouelen à Mourmansk. Au cours de l'expédition, il sert comme musher et guide. Le groupe de route de l'expédition était composé de six personnes : Sergueï Soloviov (chef), Vladimir Rybine (médecin), Vladimir Karpov (opérateur radio), Philippe Ardeev (musher), Iouri Borisikhine (journaliste, correspondant du magazine Ural Pathfinder) et Pavel Smoline (navigateur),. 
Il participe encore en 1986 à une expédition sur les modes de transport techniques (luges à moteur et motos) le long de toute la crête de l'Oural, de la mer de Kara à la mer Caspienne et l'année suivante, devient l'un des initiateurs et organisateurs des premières courses de traîneaux à chiens en URSS (Tchoukotka), auxquelles participent activement des cavaliers de Russie, d'Alaska et de République tchèque.
En 1999, il est consultant de l'organisation de la course de traîneaux à chiens Pasquik 250 en Norvège.
Il meurt le 28 octobre 2018 à Arkhangelsk des suites d'une grave maladie. Il est inhumé dans le cimetière de Narian-Mar. 